# Départements français du Sahara
Les départements français du Sahara, qui étaient au nombre de deux, à savoir le département de la Saoura et le département des Oasis, sont d'anciennes divisions administratives de l'Algérie française succédant aux Territoires du Sud algérien, de 1957 à 1962. Compris dans l'aire d'action de l'Organisation commune des régions sahariennes créée en 1957 pour la mise en valeur concertée de différents espaces du Sahara français, ils en constituent à partir de 1959 la totalité du territoire. Le ministre du Sahara y exerce par délégation les pouvoirs du Gouverneur général de l'Algérie.

## Avant 1957

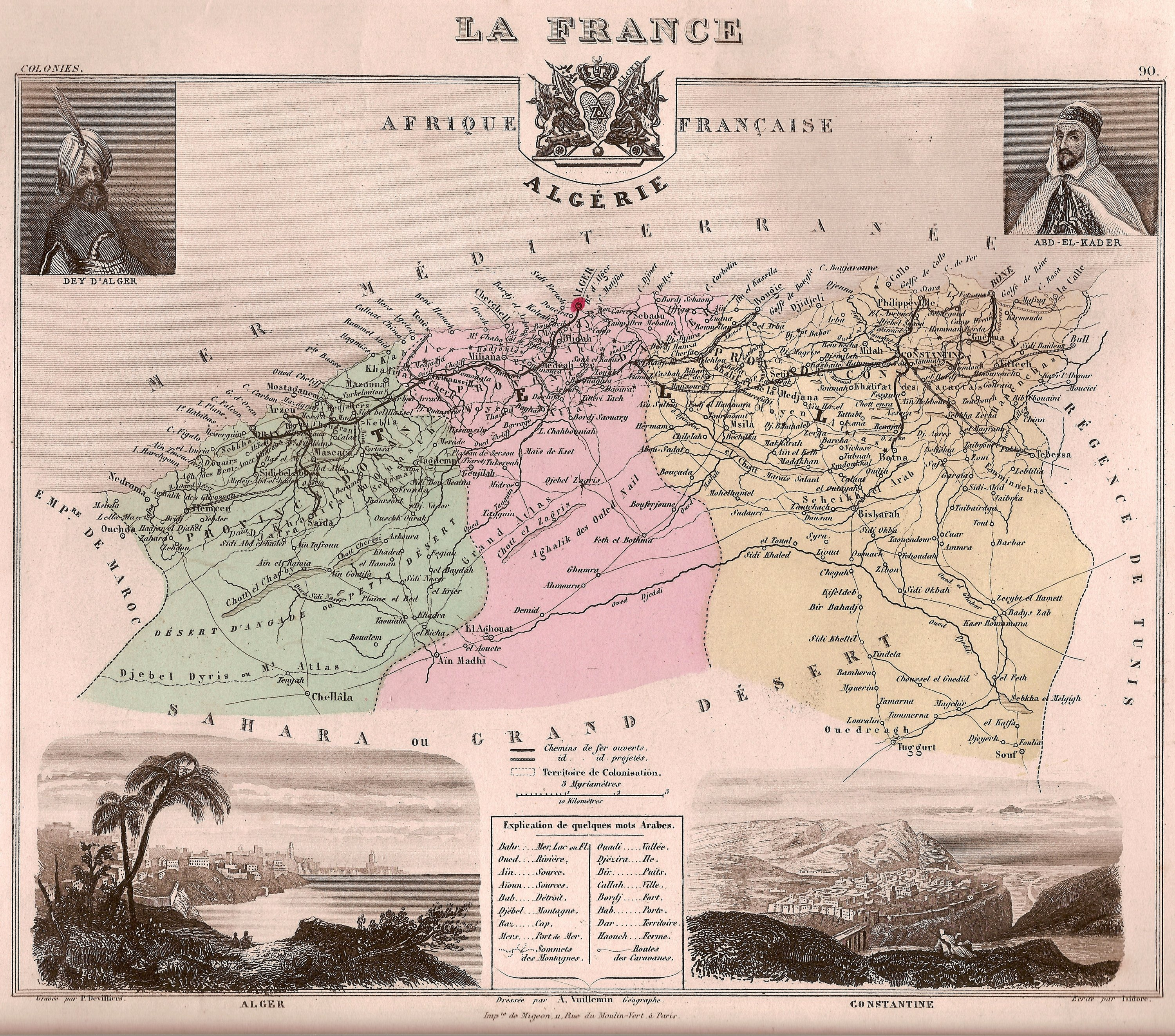
Carte française montrant les trois provinces d'Algérie et au sud. Le grand désert, vers 1848.

L'Algérie, officiellement annexée par la France en 1848, fut partagée le 9 décembre de la même année, en trois départements : Oran, Alger et Constantine, correspondant aux zones civiles des trois beyliks ottomans récemment conquis, dont la loi du 24 décembre 1902 fixa les limites définitives.
Une fraction des hauts-plateaux (jusqu'alors départementalisés) ainsi que la partie du Sud algérien occupée avant 1902 sont réunis à cette date aux six territoires récemment occupés de Beni Abbès, Djenan ed Dar, Zousfana, In Salah, Timmimoun et du Touat, pour former les Territoires du Sud. Ils sont ensuite réorganisés en quatre territoires en 1905.

## Après 1957

Carte des treize départements français d'Algérie (9A~9R) et des deux départements du Sahara (8A-8B), selon leurs dernières frontières au début de l'année 1960. Ces frontières seront le socle de formation des quinze départements algériens à l'indépendance de 1962.

En 1957 et 1958, en plein cœur de la guerre d'Algérie, les Territoires du Sud algérien sont départementalisés. Leur territoire saharien est organisé en deux départements nouveaux, Oasis et Saoura en août 1957, et en 1958, la partie des hauts-plateaux en dépendant est incorporée dans les départements de Médéa et Saïda.
| Numéro | Nom    | Chef-lieu     | Dates d'existence |
| ------ | ------ | ------------- | ----------------- |
| 8A     | Oasis  | Ouargla       | 1957-1962         |
| 8B     | Saoura | Colomb-Béchar | 1957-1962         |

Ces deux départements, dont le territoire est devenu ainsi constitutif de l'Algérie française, dépendent du ministre du Sahara, délégué général de l'Organisation commune des régions sahariennes, créée par une loi du 10 janvier 1957, et dont l'objet est la mise en valeur des zones sahariennes de la République française. L'Algérie, la Mauritanie, le Soudan (actuel Mali), le Niger et le Tchad participent à sa gestion.